# Ada Chaseliov
Ada Chaseliov (Río de Janeiro, 30 de marzo de 1952 - São Paulo, 27 de octubre de 2015) fue una actriz brasileña. Comenzó su carrera en 1973 en la cinematografía, con el filme Um Virgem na Praça, recibiendo, al año siguiente, un pequeño papel en la telenovela Supermanoela, de Walther Negrão, en la Rede Globo.

## Biografía
Ada nació el 30 de marzo de 1952.  La actriz participó en diversas novelas de Rede Globo, y dentro de ellas se destacaron Guerra dos Sexos y Belissima, ambas de Sílvio de Abreu. Su gran conquista en la TV fue como la Vilã Leonor, en la miniserie A Muralha, en 2000. Ada fue una actriz respetada en el medio teatral, principalmente en el teatro musical. Entre sus aspectos más destacados con el music hall, están sus actuaciones en As Malvadas, O Abre Alas, Cole Porter - Ele Nunca Disse que me Amava, Ópera do Malandro, A Noviça Rebelde, Cristal Bacharach y Gypsy - O Musical.
La actriz trabajaba a menudo con el director Denise Saraceni y con el dramaturgo Sílvio de Abreu; lo hizo en Guerra dos Sexos (1983), Anjo Mau (1997), Torre de Babel (1998), Da Cor do Pecado (2004), Belissima (2005) y Passione (2010). Con Denise Saraceni trabajó en Felicidade (1991), Anjo Mau (1997), Torre de Babel (1998), A Muralha (2000), Sabor da Paixão (2002), Da Cor do Pecado (2004), Belissima (2005), Tudo Novo de Novo (2009) y Passione (2010). Su último trabajo fue en 2013 como juez en la novela Love of Life. Falleció el 27 de octubre de 2015, a los 63 años, a causa de un linfoma, en São Paulo.

## Trayectoria

### En la televisión
- 2012,  Cheias de Charme - Dra. Jacobina
- 2010,  Passione - Matilde
- 2009,  Tudo Novo de Novo - Irany
- 2007,  Sete Pecados - novia de Marcelo
- 2007,  Paraíso Tropical - Guiomar
- 2006,  Belíssima - Ester Schneider
- 2004,  Da Cor do Pecado - Solange Vasconcelos
- 2002,  Sabor da Paixão - Yvone
- 2002,  Desejos de Mulher - Luiza
- 2000,  A Muralha - Leonor
- 1998,  Torre de Babel - Eliane Mauad
- 1997,  Anjo mau - Dora
- 1996,  Castelo Rá-Tim-Bum - Bruja de la Bella Durmiente (episodio "Bruxas Boas")
- 1995,  Cara e Coroa
- 1993,  O Mapa da Mina - Olga
- 1991,  Felicidade - Ana
- 1983,  Guerra dos Sexos - Manuela Marino
- 1974,  Supermanoela
- 1974,  Fogo Sobre Terra - Maria Paula

### En el cine
- 2010, De Pernas pro Ar  Dona Luordes
- 2006, Ego e as Estrelas Também  Dona Eugênia
- 2006, Brasília 18%  Cacilda Becker[5]
- 2000, Olhos Mortos Patroa
- 1988, Sonhei com Você
- 1984, Memórias do Cárcere  Olga Prestes
- 1973, Um Virgem na Praça

### En el teatro
- Um Violinista no Telhado - Yente, la casamentera (dirección: Charles Möeller e Cláudio Botelho)
- Gypsy - O Musical - Electra (dirección: Charles Möeller y Cláudio Botelho)
- A Noviça Rebelde - Frau Schmidt (dirección: Charles Möeller)
- Ópera do Malandro - Dóris Pelanca (dirección: Charles Möeller e Cláudio Botelho)
- Cole Porter, ele nunca disse que me amava - Linda Porter (dirección: Charles Möeller)
- Cistal Bacharach - Lau N (dirección: Charles Möeller)
- O Abre Alas (dirección: Charles Möeller)
- As Malvadas - Amanda Plummer, la chica de la fiesta (dirección: Charles Möeller e Cláudio Botelho)[6]
- A Gaivota (dirección: Jorge Tackla)
- O Inspetor Geral (dirección: Antônio Abujamra)
- Casamento Branco (dirección: Sergio Britto)
- Jardim das Cerejeiras (dirección: Paulo Mamede)
- Sábado, Domingo e Segunda (dirección: José Wilker)
- Grande e Pequeno (dirección: Celso Nunes)
- El día en que me quieras (dirección: Luis Carlos Ripper)
- Ascensão e Queda da Cidade de Mahhagonny - Anne Smith (dirección: Ademar Guerra)
- A volta do Camaleão Alface - Lúcia (dirección: Maria Clara Machado)